# Én kicsi pónim (televíziós sorozat, 1992)
Az Én kicsi pónim (eredeti címén My Little Pony Tales) amerikai–kanadai televíziós rajzfilmsorozat.
Amerikában 1992. augusztus 8. és 1995. február 25. között a Disney Channel adta le.

## Ismertető
Ez a mese varázslatosan kalandos és elbűvölő. A kicsi pónik vidáman élnek, sok izgalmas kalandban vesznek részt és mindig megvédik otthonukat Ponylandet, a gonosztevők ellen. A fiúpónik és a lánypónik közösen csodálják meg a világot, a saját kárukon tanulnak és sok ismeretet kapnak valamint így lesznek igazán jó barátok. A történet végigkísérésével meglátható, hogy működik egy valódi barátság.

## Szereplők
Twilight Sparkle
Fluttershy
Pinkie Pie
Rainbow Dash
Rarity
Spike

## Magyar hangok
| Szereplő | Angol hangja | Leírás |
| -------- | ------------ | ------ |

## Epizódok
1. ? (Slumber Party)
2. ? (Too Sick to Notice)
3. ? (The Battle of the Bands)
4. ? (And The Winner Is...)
5. ? (Stand By Me)
6. ? (The Tea Party)
7. ? (The Masquerade)
8. ? (Out of Luck)
9. ? (The Play's the Thing)
10. ? (Shop Talk)
11. ? (The Impractical Joker)
12. ? (The Great Lemonade Stand Wars)
13. ? (Blue Ribbon Blues)
14. ? (Roll around the Clocks)
15. ? (Princess Problems)
16. ? (An Apple for Starlight)
17. ? (Up, up and Away)
18. ? (Sister of the Bride)
19. ? (Birds of a Feather)
20. ? (Send in the Clown)
21. ? (Happy Birthday Sweetheart)
22. ? (Gribet)
23. ? (Bon Bon's Diary)
24. ? (Just for Kicks)
25. ? (Ponies in Paradise)
26. ? (Who's Responsible)